# Exit Wounds (The Haunted)
Exit Wounds è l'ottavo album in studio del gruppo musicale thrash metal svedese The Haunted, pubblicato nel 2014.

## Tracce
1. 317 – 1:31
2. Cutting Teeth – 3:24
3. My Salvation – 4:02
4. Psychonaut – 3:24
5. Eye of the Storm – 3:49
6. Trend Killer – 3:12
7. Time (Will Not Heal) – 3:41
8. All I Have – 3:04
9. Temptation – 3:17
10. My Enemy – 1:00
11. Kill the Light – 4:08
12. This War – 2:28
13. Infiltrator – 3:32
14. Ghost in the Machine – 3:36
15. As the Poison Sets In (Bonus track dell'edizione limitata) – 3:55
16. The Manifestation (Bonus track dell'edizione limitata) – 4:01
17. Eye of the Storm (Demo, bonus track dell'edizione giapponese) – 3:45

## Formazione
- Marco Aro - voce
- Jonas Björler - basso
- Adrian Erlandsson - batteria
- Patrik Jensen - chitarra
- Ola Englund - chitarra